# Privatpilotenlizenz Flugzeuge

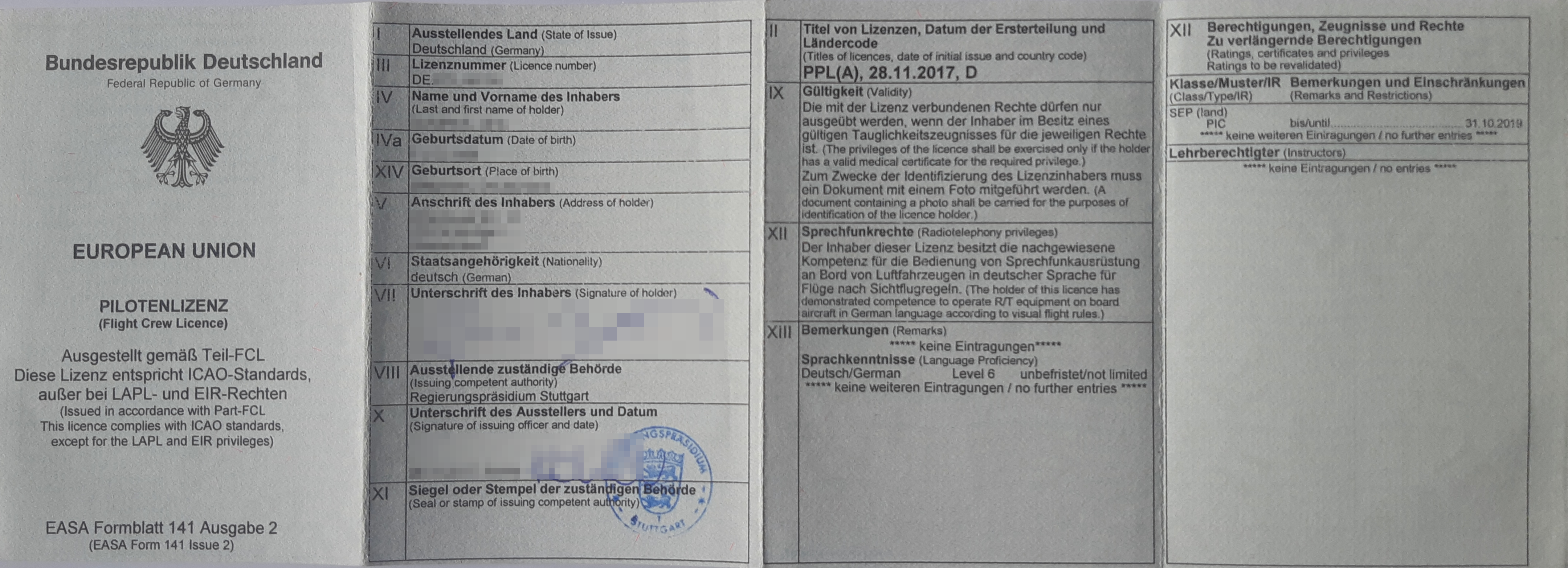
Privatpilotenlizenz Flugzeug - PPL (A)

Die Privatpilotenlizenz Flugzeuge PPL-A (Private Pilot Licence - Aeroplane) ist eine durch die Luftfahrtbehörde erteilte Erlaubnis für die Nutzung von einmotorigen Luftfahrzeugen (SEP - Single Engine Piston) und bildet meist die Grundlage bei einer Ausbildung zum Berufs- (CPL) und zum Verkehrspiloten (ATPL). Die Anforderungen an den Lizenznehmer sind durch die Europäische Agentur für Flugsicherheit innerhalb der Part-FCL (ANNEX I) festgelegt.

## Voraussetzung
Die Voraussetzungen für die Lizenz sind in der Verordnung über Luftfahrtpersonal (LuftPersV) geregelt. Diese sind:
- Mindestalter 17 Jahre bei Lizenzerwerb. Das Mindestalter zu Beginn der Ausbildung beträgt 16 Jahre.
- Ein Flugschüler benötigt ab dem ersten Alleinflug ein flugmedizinisches Tauglichkeitszeugnis der Klasse 1 oder 2.
- Bescheinigung der Zuverlässigkeit entsprechend § 18 LuftPersV.[3]
- Ausbildung zu Sofortmaßnahmen am Unfallort.
- Befähigung zur Kommunikation in Luftfahrzeugen durch ein Sprechfunkzeugnis (BZF I, BZF II oder AZF).
- Erfolgreiches Bestehen einer Theorie-Prüfung.[4] Die Schulung dazu erfolgt in 100 Stunden in den Fächern Grundlagen des Fliegens, Luftrecht, Allgemeine Luftfahrzeugkunde, Flugleistung, Flugplanung, Menschliches Leistungsvermögen, Meteorologie, Betriebliche Verfahren und Navigation.
- Mindestens 45 Flugstunden müssen in einem Flugzeug oder Reisemotorsegler (mit maximal 5 Stunden in einem durch das Luftfahrt-Bundesamt zertifizierten Flugsimulator[5]) erbracht werden. Davon müssen mindestens 25 Stunden dualer Flugunterricht und 10 Stunden überwachte Alleinflugzeit (davon mindestens 5 Stunden Solo-Überlandflugzeit mit mindestens einem Überlandflug mit mindestens 270 km (150 NM) Länge und Landungen auf zwei weiteren Flugplätzen neben dem Startflugplatz) enthalten sein.
- Erfolgreiches Bestehen einer praktischen Prüfung.[6] Dabei muss der Flugschüler nachweisen, dass er die notwendigen Verfahren und Manöver beherrscht. Die praktische Prüfung untergliedert sich in mehrere Abschnitte:[7]
  1. Flugvorbereitung und Abflug
  2. Allgemeine Flugübungen
  3. Überlandflug
  4. Anflug- und Landeverfahren
  5. Außergewöhnliche und Notverfahren

## Berechtigungen
Die Lizenz gilt innerhalb Europas, kann aber für die Nutzung außerhalb Europas umgeschrieben werden. Es gibt keine Restriktionen bezüglich der Anzahl Personen, die nach Lizenzerhalt befördert werden dürfen. Sie gilt für Flugzeuge der Klasse E (SEP mit einer Höchstabflugmasse < 2 Tonnen) bzw. K (Reisemotorsegler - TMG - Touring Motor Glider), je nachdem mit welchem Luftfahrzeugmuster die Lizenz erworben wurde.
Die Berechtigung gilt nur für private Zwecke. Für eine gewerbliche Nutzung ist eine Commercial Pilot Licence (CPL) oder eine Zusatzqualifikation zum Fluglehrer (FI - Flight Instructor) erforderlich.

## Gültigkeit
Sie ist unbefristet gültig. Die in der Lizenz dokumentierte Klassenberechtigung hat jedoch eine Gültigkeit von 2 Jahren. Innerhalb der letzten 12 Monate der Gültigkeit müssen 12 Flugstunden (davon 6 Stunden als verantwortlicher Pilot) und 12 Starts und Landungen, sowie ein Überprüfungsflug mit einem Fluglehrer von mindestens 60 Minuten nachgewiesen werden. Alternativ ist auch ein Befähigungsüberprüfung auf Basis des praktischen Prüfungsprogramms der Lizenz mit einem Flugprüfer innerhalb der letzten 3 Monate vor Ablauf der Berechtigung möglich, hierbei dann ohne die zuvor beschriebenen Mindestanforderungen an Flugstunden und Starts und Landungen.
Abhängig davon, wie lange Nachweise nicht erbracht wurden, kann eine Lizenz reaktiviert werden durch:
- Nachschulung inkl. Prüfung: Durchführung an einer Flugschule oder
- Befähigungsprüfung: Überprüfungsflug mit einem Flugauftrag durch einen Fluglehrer

## Erweiterungen
Die PPL-A Lizenz kann um weitere Zusatzqualifikationen und Klassenberechtigungen ergänzt werden, die in der Lizenz dokumentiert werden.
Zu den Zusatzqualifikationen gehören z. B. die Befähigung zum bzw. zur
- Nachtflug (NFQ)
- Instrumentenflug (IFR)
- Kunstflug
- Lehrberechtigung (FI)

Es können zusätzliche Klassenberechtigungen ergänzt werden, wie z. B.:
- die Erweiterung der Klassenberechtigung nach K oder E (je nachdem welche bereits vorhanden ist)
- die Berechtigung für mehrmotorige Kolbentriebwerke (MEP - Multi Engine Piston)
- die Berechtigung für High Performance Aircraft (HPA)